# Líšná u Přerova
Líšná (deutsch Lischna) ist eine Gemeinde in Tschechien. Sie liegt neun Kilometer südöstlich von Přerov und gehört zum Okres Přerov.

## Geographie
Líšná befindet sich in der Podbeskydská pahorkatina (Vorbeskidenhügelland). Das Dorf liegt im Tal des Baches Líšenka vor dessen Einmündung in die Kozrálka. Nordöstlich erheben sich die Líšenský Mlýn (260 m) und Kozrálská (283 m), im Südosten die Olehlá (316 m) und Tereza (318 m), südlich der Hrad (363 m) und im Südwesten die Březiny (287 m). Gegen Süden erstreckt sich das Waldgebiet Kostelecký les.
Nachbarorte sind Čechy und Domaželice im Norden, Nahošovice und Turovice im Nordosten, Lipová im Osten, Bystřice pod Hostýnem, Bílavsko, Hlinsko pod Hostýnem, Prusinovice und Kozrál im Südosten, Pacetluky, Zámeček und Roštění im Süden, Kostelec u Holešova, Karlovice, Stará Ves, Přestavlky und Dobrčice im Südwesten, Kocanda, Beňov und Marianín im Westen sowie Prusy im Nordwesten.

## Geschichte
Líšná gehört zu den ältesten Dörfern des Holešover Landes und wurde um 1360 als Platzdorf angelegt. Die erste urkundliche Erwähnung des Ortes erfolgte 1368. Im Jahre 1674 bestand das Dorf aus 20 Anwesen. Das älteste Ortssiegel stammt von 1699; es zeigt einen Hahn und trägt die Umschrift PECZET OBECZNI DIEDINI LISSNE.
Nach der Aufhebung der Patrimonialherrschaften bildete Líšná/Lischna ab 1850 eine Gemeinde in der Bezirkshauptmannschaft Holleschau. Nach der Aufhebung des Okres Holešov wurde die Gemeinde 1960 dem Okres Přerov zugeordnet. 1976 erfolgte die Eingemeindung nach Domažlice. Am 21. November 1989 zerschellte im Wald südlich des Dorfes ein Militärflugzeug vom Typ  MIG-21MF. Seit 1990 besteht die Gemeinde Líšná wieder. Beim Zensus von 2001 bestand der Ort aus 104 Häusern, in denen 230 Personen lebten. Zum 18. April 2010 war der Ort auf 109 Häuser angewachsen und hatte 251 Einwohner. Ethnographisch gehört das Dorf zur Hanna.

## Gemeindegliederung
Für die Gemeinde Líšná sind keine Ortsteile ausgewiesen. Zu Líšná gehört die Einschicht Líšenský Mlýn.

## Sehenswürdigkeiten
- Glockenturm auf dem Dorfplatz, erbaut 1860
- Steinernes Kreuz am nördlichen Ortsausgang, geschaffen 1886